# Gel

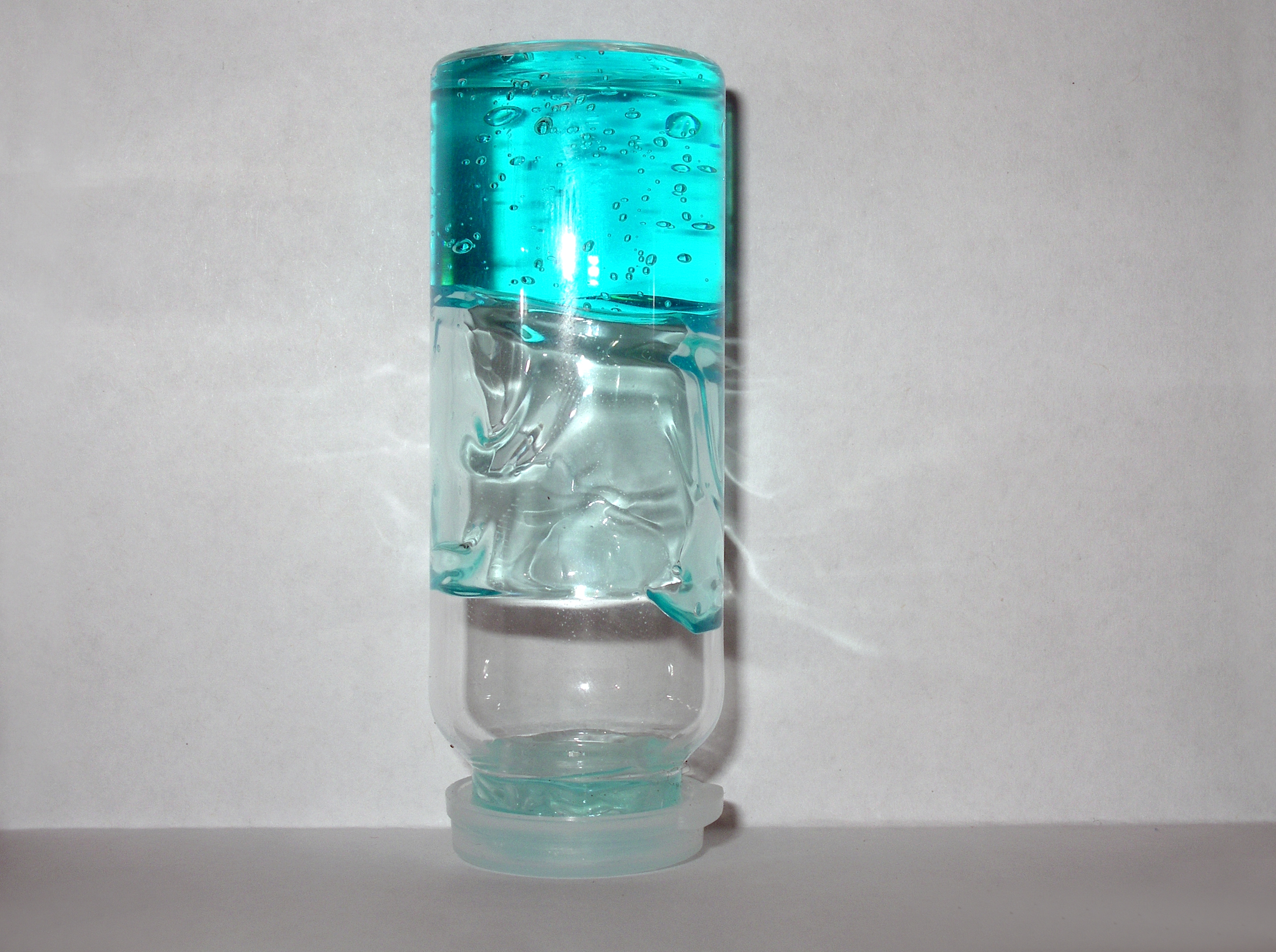
Gel para el cabello.

Un gel es un sistema coloidal donde la fase continua es sólida y la dispersa es líquida. Los geles presentan una densidad similar a los líquidos, sin embargo su estructura se asemeja más a la de un sólido. El ejemplo más común de gel es la gelatina comestible.
Ciertos geles presentan la capacidad de pasar de un estado coloidal a otro, es decir, permanecen fluidos cuando son agitados y se solidifican cuando permanecen inmóviles. Esta característica se denomina tixotropía. El proceso por el cual se forma un gel se denomina gelación.
Reemplazando el líquido con gas es posible crear aerogeles, materiales con propiedades excepcionales como densidades muy bajas, elevada porosidad y excelente aislamiento térmico.

## Etimología
Término acuñado por Thomas Graham como apócope de "gelatin", del francés "gélatine", y este del italiano "gelatina", diminutivo de "gelata" ("helada"), del latín "gelata", del participio de "gelare" ("helar"), y este de "gelu" ("escarcha"), del protoindoeuropeo *gel- ("frío") del latín "gelu" - frío, helado o "gelatus" - congelado, inmóvil.

## Tipos de geles
1. Hidrogeles (acuosos): Son una red de cadenas de polímero hidrófilo, en forma coloidal, en la que el agua es el medio de dispersión. Los hidrogeles son muy absorbentes (que puede contener más de 99,9 % de agua), y pueden ser polímeros naturales o sintéticos. Los hidrogeles también tienen un grado de flexibilidad muy similar al tejido natural, debido a su contenido de agua significativa.

Organogeles (orgánicos): Son similares a los hidrogeles, pero con un disolvente orgánico como medio dispersante en lugar de agua.
En el caso de que los geles sean extraídos del seno del fluido en el que se formaron, es decir, en el caso de que se sequen, pueden dar lugar a dos tipos de geles secos:
1. Xerogeles (sólidos): Son geles sólidos que han perdido o ha sido extraído el disolvente en condiciones ambientales.
2. Aerogeles (sólidos): Son geles sólidos a los que se les ha extraído el disolvente mediante condiciones supercríticas.

### Hidrogeles

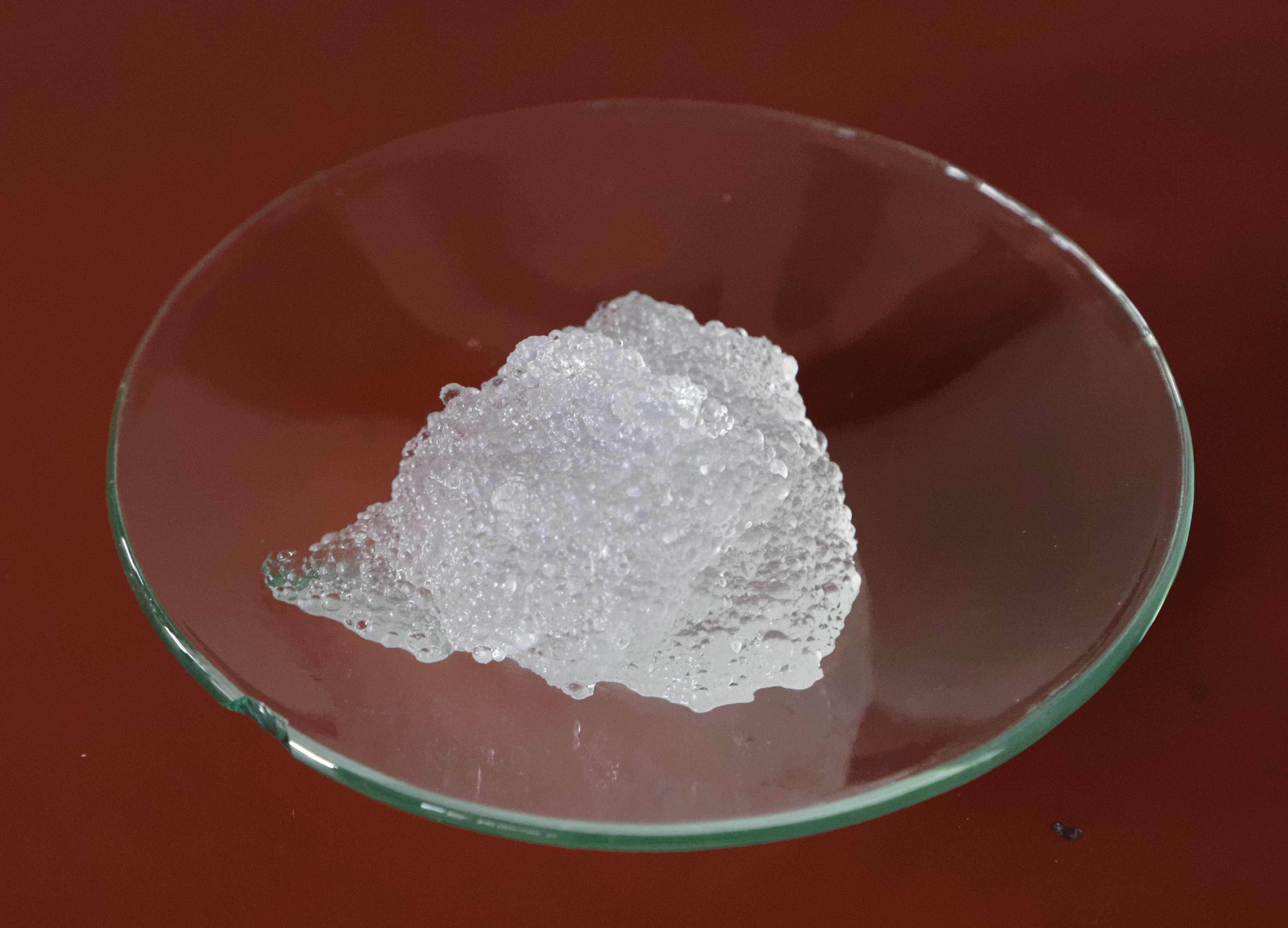
Hidrogel de un polímero superabsorbente

Un hidrogel es una red de cadenas poliméricas que son hidrófilas, que a veces se encuentran como un coloideal gel en el que el agua es el medio de dispersión. Un sólido tridimensional resulta de las cadenas poliméricas hidrofílicas que se mantienen unidas por enlaces cruzados. Debido a los enlaces cruzados inherentes, la integridad estructural de la red de hidrogeles no se disuelve por la alta concentración de agua. Los hidrogeles son redes poliméricas naturales o sintéticas altamente absorbentes (pueden contener más del 90% de agua).
Los hidrogeles también poseen un grado de flexibilidad muy similar al de los tejidos naturales, debido a su importante contenido en agua. Como "materiales inteligentes que responden", los hidrogeles pueden encapsular sistemas químicos que al ser estimulados por factores externos, como un cambio de pH, pueden hacer que compuestos específicos, como la glucosa, se liberen al medio ambiente, en la mayoría de los casos mediante una transición gel-sol al estado líquido. Los polímeros quimomecánicos son en su mayoría también hidrogeles, que al ser estimulados cambian su volumen y pueden servir como actuadores o sensores. La primera aparición del término 'hidrogel' en la literatura fue en 1894.

### Organogeles
Un organogel es un material sólido termoreversible (termoplástico) no cristalino, no gaseoso, compuesto por un líquido orgánico atrapado en una red tridimensional reticulada. El líquido puede ser, por ejemplo, un disolvente orgánico, un aceite mineral o un aceite vegetal. La solubilidad y las partícula dimensiones del estructurante son características importantes para las propiedades de elástica y la firmeza del organogel. A menudo, estos sistemas se basan en el autoensamblaje de las moléculas del estructurante. (Un ejemplo de formación de una red termorreversible no deseada es la aparición de la cristalización de la cera en el petróleo.)
Los organogeles tienen potencial para su uso en una serie de aplicaciones, como en farmacéutica, cosméticos y conservación, y alimentos.

### Xerogels
Un xerogel  /ˈzɪəroʊ-ˌdʒɛl/ es un sólido formado a partir de un gel mediante secado con contracción sin obstáculos. Los xerogeles suelen conservar una alta porosidad (15–50%)  y un área de superficie muy grande (150–900 m2/g), junto con un tamaño de poro muy pequeño (1–10 nm). Cuando la eliminación del solvente ocurre en condiciones supercríticas, la red no se contrae y se produce un material altamente poroso y de baja densidad denominado aerogel. El tratamiento térmico de un xerogel a temperatura elevada produce una sinterización viscosa (contracción del xerogel debido a una pequeña cantidad de flujo viscoso) que da como resultado un sólido más denso y robusto, la densidad y la porosidad logradas dependen de las condiciones de sinterización.

### Hidrogeles nanocompuestos
Los hidrogeles nanocompuestos o hidrogeles híbridos, son redes poliméricas altamente hidratadas, reticuladas física o covalentemente entre sí y/o con nanopartículas o nanoestructuras. Los hidrogeles nanocompuestos pueden imitar las propiedades, la estructura y el microambiente del tejido nativo debido a su estructura porosa hidratada e interconectada. Una amplia gama de nanopartículas, como los nanomateriales a base de carbono, poliméricos, cerámicos y metálicos, pueden incorporarse dentro de la estructura del hidrogel para obtener nanocompuestos con funcionalidad a medida. Los hidrogeles nanocompuestos pueden ser diseñados para poseer propiedades físicas, químicas, eléctricas, térmicas y biológicas superiores.

## Propiedades
Muchos geles muestran tixotropía: se vuelven fluidos cuando se agitan, pero se vuelven a solidificar cuando en reposo. En general, los geles son materiales aparentemente sólidos, gelatinosos. Es un tipo de fluido no newtoniano.
Reemplazando el líquido por gas es posible preparar aerogeles, materiales con propiedades excepcionales que incluyen muy baja densidad, una elevada superficie específica, y excelentes propiedades de aislante térmico.

### Termodinámica de la formación de la deformación del gel
Un gel es, en esencia, la mezcla de una red polimérica y una fase solvente. Al estirarse, los enlaces cruzados de la red se alejan más unos de otros. Debido a que las hebras de polímero entre los enlaces cruzados actúan como resortes entrópicos, los geles presentan una elasticidad como la del caucho (que es solo una red de polímero, sin solvente). Esto es así porque la penalización de energía libre para estirar un segmento de polímero ideal con {\displaystyle N} monómeros  de tamaño {\displaystyle b} entre enlaces cruzados a una distancia de extremo a extremo {\displaystyle R} está dada aproximadamente por
{\displaystyle F_{\text{ela}}\sim kT{\frac {R^{2}}{Nb^{2}}}}
Este es el origen tanto del gel como de la elasticidad del caucho. Pero una diferencia clave es que el gel contiene una fase de solvente adicional y, por lo tanto, es capaz de tener cambios de volumen significativos bajo deformación al tomar y sacar solvente. Por ejemplo, un gel podría hincharse varias veces su volumen inicial después de sumergirse en un solvente después de alcanzar el equilibrio. Este es el fenómeno de la hinchazón del gel. Por el contrario, si sacamos el gel hinchado y dejamos que se evapore el solvente, el gel se reduciría aproximadamente a su tamaño original. Este cambio de volumen de gel se puede introducir alternativamente aplicando fuerzas externas. Si se aplica una tensión de compresión uniaxial a un gel, parte del solvente contenido en el gel se exprimiría y el gel se contraería en la dirección del esfuerzo aplicado. Para estudiar el estado mecánico del gel en equilibrio, un buen punto de partida es considerar un gel cúbico de volumen {\displaystyle V_{0}} que es estirado mediante los factores {\displaystyle \lambda _{1}}, {\displaystyle \lambda _{2}} y {\displaystyle \lambda _{3}} en las tres direcciones ortogonales durante el hinchamiento después de ser sumergido en una fase solvente de volumen inicial {\displaystyle V_{s0}}. El volumen final deformado de gel es entonces {\displaystyle \lambda _{1}\lambda _{2}\lambda _{3}V_{0}} y el volumen total del sistema es {\displaystyle V_{0}+V_{s0}} que se supone constante durante el proceso de hinchamiento para simplificar el tratamiento. El estado hinchado del gel ahora está completamente caracterizado por los factores de estiramiento {\displaystyle \lambda _{1}}, {\displaystyle \lambda _{2}} y {\displaystyle \lambda _{3}} y por lo tanto es de interés derivar la energía libre de deformación como una función de ellos, denotada como {\displaystyle f_{\text{gel}}(\lambda _{1},\lambda _{2},\lambda _{3})}. Por analogía con el tratamiento histórico de la elasticidad del caucho y la energía libre d emezcla, {\displaystyle f_{\text{gel}}(\lambda _{1},\lambda _{2},\lambda _{3})} se define con mayor frecuencia como la diferencia de energía libre después y antes de la hinchazón normalizada por el volumen de gel inicial {\displaystyle V_{0}}, o sea, es una diferencia de densidad de energía libre. La expresión de {\displaystyle f_{\text{gel}}(\lambda _{1},\lambda _{2},\lambda _{3})} naturalmente incorpora dos contribuciones de orígenes físicos radicalmente diferentes, uno está asociado con la deformación elástica de la red de polímero, y el otro con el mezclado de la red con el solvente. Por lo tanto, la expresión resultante es
{\displaystyle f_{\text{gel}}(\lambda _{1},\lambda _{2},\lambda _{3})=f_{\text{net}}(\lambda _{1},\lambda _{2},\lambda _{3})+f_{\text{mix}}(\lambda _{1},\lambda _{2},\lambda _{3})}. 
Se analizan a continuación las dos contribuciones por separado. El término de deformación elástica del polímero es independiente de la fase solvente y tiene la misma expresión que un caucho, como se deriva de la teoría de elasticidad del caucho de Kuhn:
{\displaystyle f_{\text{net}}(\lambda _{1},\lambda _{2},\lambda _{3})={\frac {G_{0}}{2}}(\lambda _{1}^{2}+\lambda _{2}^{2}+\lambda _{3}^{2}-3)}
donde {\displaystyle G_{0}} es el módulo de cizalladura del estado inicial. Por otra parte, el término de mezclado {\displaystyle f_{\text{mix}}(\lambda _{1},\lambda _{2},\lambda _{3})} por lo general es tratado mediante la energía libre de Flory-Huggins de soluciones de polímero concentrado {\displaystyle f(\phi )}, donde {\displaystyle \phi } es la fracción de volumen de polímero. Si por ejemplo el gel inicial tiene una fracción de volumen de gel {\displaystyle \phi _{0}}, la fración de volumen de polímero luego de hinchado será {\displaystyle \phi =\phi _{0}/\lambda _{1}\lambda _{2}\lambda _{3}} dado que el número de monómeros parmanece constante mientras que el volumen de gel ha aumentado por un factor {\displaystyle \lambda _{1}\lambda _{2}\lambda _{3}}. As the polymer volume fraction decreases from {\displaystyle \phi _{0}} to {\displaystyle \phi }, una solución de polímero de concentración {\displaystyle \phi _{0}} y volumen {\displaystyle V_{0}} es mezclada con un solvente puro de volumen {\displaystyle (\lambda _{1}\lambda _{2}\lambda _{3}-1)V_{0}} para dar lugar a una solución con una concentración de polímero de {\displaystyle \phi } y volumen {\displaystyle \lambda _{1}\lambda _{2}\lambda _{3}V_{0}}. El cambio de densidad de energía libre en esta etapa de mezclado es 
{\displaystyle V_{g0}f_{\text{mix}}(\lambda _{1}\lambda _{2}\lambda _{3})=\lambda _{1}\lambda _{2}\lambda _{3}f(\phi )-[V_{0}f(\phi _{0})+(\lambda _{1}\lambda _{2}\lambda _{3}-1)f(0)]}
donde del lado derecho, el primer término es la densidad de energía de Flory-Huggins del gel final hinchado, el segundo está asociado al gel inicial y el tercero es del solvente puro antes de la mezcla. Substituyendo  {\displaystyle \phi =\phi _{0}/\lambda _{1}\lambda _{2}\lambda _{3}} se obtiene 
{\displaystyle f_{\text{mix}}(\lambda _{1},\lambda _{2},\lambda _{3})={\frac {\phi _{0}}{\phi }}[f(\phi )-f(0)]-[f(\phi _{0})-f(0)]}. 
Obsérvese que el segundo término es independiente de los factores de alargamiento {\displaystyle \lambda _{1}}, {\displaystyle \lambda _{2}} y {\displaystyle \lambda _{3}} y por lo tanto se puede descartar en los análisis subsiguientes. Si se utiliza la energía libre de Flory-Huggins para una solución polímero-solvente
{\displaystyle f(\phi )={\frac {kT}{v_{c}}}[{\frac {\phi }{N}}\ln \phi +(1-\phi )\ln(1-\phi )+\chi \phi (1-\phi )]}
donde {\displaystyle v_{c}} es el volumen de monómero, {\displaystyle N} es la longitud de la hebra de polímero y {\displaystyle \chi } es el parámetro de energía de Flory-Huggins. A causa de esta red, la longitud del polímero es efectivamente infinita, se puede tomar el límite  {\displaystyle N\to \infty } y {\displaystyle f(\phi )} se reduce a 
{\displaystyle f(\phi )={\frac {kT}{v_{c}}}[(1-\phi )\ln(1-\phi )+\chi \phi (1-\phi )]}. 
La substitución de esta expresión en  {\displaystyle f_{\text{mix}}(\lambda _{1},\lambda _{2},\lambda _{3})} y sumando la contribución de la red conduce a
{\displaystyle f_{\text{gel}}(\lambda _{1},\lambda _{2},\lambda _{3})={\frac {G_{0}}{2}}(\lambda _{1}^{2}+\lambda _{2}^{2}+\lambda _{3}^{2})+{\frac {\phi _{0}}{\phi }}f(\phi )}. 
Esto proporciona el punto de partida para examinar el equilibrio de hinchamiento de una red de gel sumergida en solvente. Se puede demostrar que el hinchamiento del gel es la competencia entre dos fuerzas, una es la presión osmótica de la solución de polímero que favorece la absorción de solvente y la expansión, la otra es la fuerza restauradora de la red de polímero elasticidad que favorece la contracción. En el equilibrio, los dos efectos se cancelan exactamente en principio  y las  {\displaystyle \lambda _{1}}, {\displaystyle \lambda _{2}} y {\displaystyle \lambda _{3}} asociadas definen el volumen de equilibrio del gel. Al resolver la ecuación de equilibrio de fuerzas, a menudo se prefieren las soluciones gráficas.
En un análisis alternativo por escaleado, si un gel isotrópico es alargado por un factor {\displaystyle \lambda } en las tres direcciones. Under the affine network approximation, the mean-square end-to-end distance in the gel aumenta del valor inicial {\displaystyle R_{0}^{2}} a {\displaystyle (\lambda R_{0})^{2}} y la energía elástica de una hebra se puede expresar como 
{\displaystyle F_{\text{ela}}\sim kT{\frac {(\lambda R_{0})^{2}}{R_{\text{ref}}^{2}}}}
donde {\displaystyle R_{\text{ref}}} es la fluctuación cuadrática media en la distancia de extremo a extremo de un hilo. El módulo del gel es entonces esta energía elástica de una sola hebra multiplicada por la densidad del número de hebra {\displaystyle \nu =\phi /Nb^{3}} lo que es
{\displaystyle G(\phi )\sim {\frac {kT}{b^{3}}}{\frac {\phi }{N}}{\frac {(\lambda R_{0})^{2}}{R_{\text{ref}}^{2}}}}. 
Este módulo se puede equiparar a la presión osmótica (a través de la diferenciación de la energía libre) para dar la misma ecuación que se presentó previamente.

## Aplicaciones
Muchas sustancias pueden formar geles cuando se añade un agente gelificante. Esto suele ser utilizado en la manufactura de diversos productos, desde comida a pinturas, pasando por adhesivos.
En los cables de fibra óptica se utiliza una gelatina derivada del petróleo para envolver una o varias fibras. Este gel sirve para lubricar y mantener las fibras en el interior del cable flexible, así como para evitar el contacto con agua si el cable se agrietara. También se utilizan últimamente como material para evitar ciertos procesos de reflexión que podrían interferir en la transmisión de señal a través de la fibra óptica.
Los geles también son importantes en la parte de la química relacionada con los procesos sol-gel y en la síntesis de materiales sólidos con nanoporos.
Su uso en medicina está muy difundido. Tras su aplicación desaparecen rápida y completamente, lo que les otorga un aspecto cosmético excelente. En dermatología se usan ampliamente sobre todo  en zonas pilosas como el cuero cabelludo, o estrechas y de difícil acceso como el conducto auditivo externo o las  fosas nasales, donde la aplicación de productos más grasos haría muy difícil su posterior limpieza. Admite la incorporación de numerosos principios activos bien a través de su fase acuosa,  sea ésta un líquido orgánico o agua.